# 柳開
柳開（948年—1001年），字仲塗，自號東郊野夫、補亡先生，大名人。北宋初年文学家、政治人物及军事人物，曾經由文职改任武职，累官至如京使，死后被追封为河东县开国伯。著有《河東文集》十五卷，为北宋古文运动的先驱，反对晚唐、五代的文风，提倡韩、柳乃至先秦散文。

## 生平

### 早年生活
柳开之父柳承翰，于后周乾德年间任监察御史，哥哥柳肩吾也曾任监察御史。柳开生于后汉乾佑元年（948年），年幼时即聪颖过人，且有胆识。显德七年（960年）的一个夜晚，柳开与家人遇到了入室行窃的盗贼。众人都不敢轻举妄动，当时才十三岁的柳开就执剑追贼。贼欲翻墙逃离，柳开挥剑斩断了他的脚趾。柳开入学后，喜好谈论经书的义理。受当地老儒赵生的影响，他认为五代的文风不正，因而仰慕韩愈、柳宗元等人的散文以及先秦散文。在《上符興州書》一文中，柳开自稱“師孔子而友孟軻，齊揚雄而肩韓愈”，故名肩愈（繼承韓愈），字紹元（繼承柳宗元）。後又不滿韓、柳，改名開，字仲塗，意欲开化当世之人。十七岁时，柳开著《野史》，自号“东郊野夫”，作《东郊野夫传》。二十岁时，柳开著《补亡书》，自号“补亡先生”，又作《补亡先生传》。柳开尚气自任，不拘小节，结交豪杰。同时代的范杲也学习柳开的文风，世称“柳、范”。柳开曾受到王祐，杨昭俭，卢多逊等人的赏识。

### 宋太祖、宋太宗时期
開寶六年（973年），李昉主持科举，柳开中進士，但名次不高。初為宋州司寇參軍。柳开治狱有方，升为宋州录事参军。太平興國年间，柳开被提拔为右讚善大夫。太平兴国四年（979年），宋太宗出兵征讨北汉。柳开负责包括楚州、泗州在内的八州的军粮供应。战后柳开升官殿中丞，差常州知州。尔后调官監察禦史，差潤州知州。任满，柳开被召还京，转为殿中侍禦史，差貝州知州。雍熙二年（985年），因与贝州当地的监军争斗，柳开被贬为上蔡县令。
雍熙三年（986年），宋太宗出兵伐辽，意欲收复燕云十六州。柳开随曹彬所率西路大军北上，负责軍糧供应。大军攻打涿州，且行且战，于二十日内（暂时）收复了该州。此间将领米信曾带兵与辽国骑兵交战。正在双方激战之际，辽军首领派使者前来求降。柳开认为这无缘无故的请和，实为辽军设下的计谋。他向米信建议，应当一鼓作气击溃辽军。但米信迟疑不决，最终没有听从这一建议。两天以后，辽军再来迎战。事后方知辽军求降是因为箭矢用尽，需要从后方幽州补充。战后，柳开上书朝廷，希望调往边地任武官。宋太宗没有同意，但对此举表示赞赏，将其恢复为殿中侍禦史。
雍熙四年（987年），柳开被派往河北任地方官。柳开再次上疏朝廷，请求调任武官。在奏折中，柳开自称“年裁四十，膽力方壯”，希望朝廷能够“賜步騎數千，任以河北用兵之地”，他将“出生入死，為陛下複幽、薊”。这一次，宋太宗认为武人不擅长为政，确有必要用文人担任武职。于是他令侍禦史鄭宣、戶部員外郎趙載、司門員外郎劉墀一同担任如京使，左拾遺劉慶担任西京作坊使，柳開则担任崇儀使、知寧邊軍。然另有一说认为宋朝向来重文轻武，文人充任武官乃常事，并非“武人不擅长为政”。柳开在宁边军任上时，曾传来辽国将犯边的消息，雄州、霸州等州都紧急加强了戒备，宁边军曾在数日间收到七十余份公文，宋太宗也一度考虑起御驾亲征的问题。但柳开不信这种说法。他写信给郭守文，陈述了辽国不会犯边的五点理由。后来证实的确情报有误。
宁边当地有一位豪杰是辽国大将白萬德的亲戚，两人亦时常往来。柳开派此人作使者，以封侯为许诺，说服了白萬德率军归宋。然而这一计划尚未实施，同年年底，柳开就被调任全州知州。全州西溪洞一带有粟氏聚族五百余人，常常抢劫来往此地的百姓，朝廷在当地设置了五名将官，都无济于事。柳开到任后，派三名使者前往，告知其利害关系。粟氏害怕柳开发兵将其歼灭，决定扣下两名使者作人质，让部族首领和剩余一名使者一同归来。柳开款待了这几位首领，并赐予重金。几日后，首领们返回部族，率全部归降。柳开派首领入朝，被朝廷授予全州上佐。柳开本人也因弭盗有功，得到了朝廷的赏赐。至北宋中期，该族仍然归从宋朝，不惹事。
柳开在全州任上时，曾有小吏向朝廷举报柳开，被柳开发觉。柳开即杖责该吏，在其脸上刺墨字，然后送去朝廷。淳化初年（990年），柳开改任桂州知州，但不久就小吏一案被御史台弹劾下狱。出狱后削两官，差複州團練副使，又改任滁州團練副使。后官复原职，任環州知州。环州与吐蕃有贸易往来。常有环州人欺负吐蕃人，而环州官吏又偏袒本地人，吐蕃人为此而抱怨。柳开到任后，下令同一两地的物价和单位，严惩欺负吐蕃人的环州商贩，改善了当地的贸易环境。淳化三年（992年），柳开任邠州知州。当时朝廷一再从邠州征调民众运送军粮，以至百姓倾家荡产、民怨沸腾。甚至有数千人入州府哭诉说，情愿以死来免劳役。柳开给环庆路转运使写信，指出军粮尚足以满足军队需求，征民之举竭尽民力，应予以取消。如不然，他将驰马入京，为民请愿。转运使同意了这一请求。此后，柳开又任曹、邢二州知州。

### 宋真宗时期
宋真宗即位后，柳开升如京使。回朝后，被派往代州任知州。他上书朝廷，认为旧制度并非尽善尽美，希望宋真宗能推行改革。具体措施包括：居安思危、选贤任能、分明赏罚以巩固国防；改革官制以提高效率；注重对官吏品德的培养。柳开到了代州后，将城墙和兵器修葺一新。然而当地其余将领并不认可这些举措。柳开认为敌兵将至，而自己与诸将不和的局面对克敌不利，请求朝廷将自己调离。于是柳开改任忻州刺史。在刺史任上，柳开疏浚的当地的泉水，造亭植柳于其上，为当地增添了一道景观。辽国犯邊，柳开又请求调任前线。咸平四年（1001年），柳开任滄州知州，于路途中病卒。朝廷追封其为河东县开国伯，录其子柳涉为三班奉職。

## 轶事
野史中的柳开豪爽仗义而不拘小节。《夢溪筆談》和《石林燕語》载柳开赴考前曾准备了千余卷文章，向主考官自荐，然最终并未获得高第。后世有人认为此说有误。《事實類苑》载柳开任润州知州时曾强娶民女，受害者錢氏向朝廷举报，却被宋太宗打发走了。一些作品声称柳开有食用人肉的习惯。例如前述的《事实类苑》即载柳开在全州任上经常活取蛮人的肝脏，用佩刀切碎后蘸上盐生吃。《鐵圍山叢談》称宋太宗一度要因为这个原因将柳开下狱治罪，后因有人求情而得免。《谈撰》载柳开曾手刃强娶民女的县中小吏，并将其煮熟，与县令一同享用，此“名声”甚至传到了后世。与柳开交往之人也是同样地豪放不羁。《湘山野錄》称柳开的好友潘阆曾扮鬼吓唬柳开，令其承认了平生所为的种种不法之事；《事實類苑》称胡旦著新书与柳开看，结果被柳开持剑追赶。

## 评价

### 其人
柳开具有多方面才能。《宋史》称其不仅有文才，还擅长射箭，喜好下棋。稍后的文人石介就感慨柳开怀才不遇。他在诗中说：“好文有太宗，好武有太祖。先生文武具，命兮竟不遇。”柳开历任各地地方官，也留下一些值得当地民众称赞的政绩。例如柳开离任全州知州后，全州百姓为柳开立生祠。林山（字仲山）也在全州柳开读书处的原址建立了“柳山书院”。

### 其文
柳開是宋初古文運動的健將，力主“古其理，高其意，随言短长，应变作制，同古人之行事。”，“女恶容之厚于德，不恶德之厚于容也；文恶辞之华于理，不恶理之华于辞也。”他提倡韓、柳散文，在應責中說：“吾之道，孔子、孟何、揚雄、韓愈之道。吾之文，孔子、孟何。揚雄、韓愈之文也。”又說：“文章為道之整也，簽可妄作乎？整之不良，獲斯失矣。女惡容之厚于德，不惡德之厚于容也。文惡辭之華于理，不惡理之華于辭也。”。对柳开的散文，当时和后世之人也都说法不一。有人极力推崇，例如上文提到的石介和范杲。也有人不屑一顾。盛如梓《庶齋老學叢談》说：「古文非在詞澀言苦，令人難讀，在於古其理，高其意。」明末清初学者王士祯也以“拗拙”来评判柳开的文字。
柳开去世后，其门生張景将其平生所著整理成书，共十五卷，命名为《河東文集》。

## 延伸阅读
[在维基数据编辑]
 在维基文库阅读此作者作品（ 在维基共享资源阅览影像）
 《宋史·卷440》，出自脱脱《宋史》